# Comic ZERO-SUM
《Comic ZERO-SUM》（日語：コミックZERO-SUM）是一迅社（舊：一賽舍）發行的月刊漫畫雜誌。以女性讀者為主要對象。每月28日發售。增刊有季刊誌《Comic ZERO-SUM增刊WARD》。並有廣播節目「Radio ZERO-SUM」。
每年在Comic Market展出小冊子「zero-sum」、廣播劇CD、及其他原創商品。

## 概要
一賽舍時期的2002年3月創刊，當時史克威尔艾尼克斯發行的《月刊GFantasy》的主要作家峰倉和也、高河弓、遠藤海成等被挖角過來。一方面將峰倉和也的《最遊記RELOAD》作主打作，一方面發掘新人、挖角其他出版社的作者。也推出連載作品的原創DVD、廣播劇CD等商品。連載其他出版社、雜誌的作品的續篇也不少（例如《魔法龍術士》、《最遊記》、《嵐雪記》等）。
2016年10月授權布卡漫畫發行簡體中文電子版。

## 連載中的作品
- Are you Alice?（片桐いくみ、原作：二宮愛）
- あまつき（高山しのぶ）
- ♯000000-ultra black-（如月芳規）
- 拝み屋横丁顛末記（宮本福助）
- 楽屋裏-貧乏暇なし編-（魔神ぐり子）
- グラール騎士団（sion、原作：實彌島巧）
- グリオットの眠り姫（藤村あゆみ、原作：霜月はるか&日山尚）
- CHRONOS-DEEP-（相川有）
- コーセルテルの竜術士〜子竜物語（石動あゆま）
- 最遊記RELOAD BLAST（峰倉和也）
- 執事に国境なんて（五十嵐嵐）
- ジョーカーの国のアリス〜サーカスと嘘つきゲーム〜（藤丸豆ノ介、原作:QuinRose）
- ストレンジ・プラス（美川べるの）
- 千歳ヲチコチ（D・キッサン）
- 鉄壱智（なるしまゆり）
- 天球儀 -セフィラノーツ-（瀬之たつね&高宮あや）
- 当世幻想博物誌（片山愁）
- DOLLS 特刑部隊（naked ape）
- 廃虚サークル（渡辺ゆうな、原作：ゆうきあずさ）
- 破天荒遊戲（遠藤海成）
- +C sword and cornett（遊行寺たま）
- 魔界王子 devils and realist（雪広うたこ、原作：高殿円）
- 魔法使いの猫（喜久田ゆい）
- LOVELESS（高河弓）
- 浪漫冒險（Landreaall）（おがきちか）
- 黑色嘉年華（御巫桃也）
- 書蟲公主（由唯）

## 完結的作品
- 07-GHOST 神幻拍檔（雨宮由樹&市原ゆき乃）

## 外部連結
- （日語）官方網站（页面存档备份，存于）